# S-E-X-X-Y
S-E-X-X-Y é o décimo terceiro EP da banda They Might Be Giants, lançado a 26 de Novembro de 1996.
| Críticas profissionais                                                      | Críticas profissionais |
| Avaliações da crítica                                                       | Avaliações da crítica  |
| Fonte                                                                       | Avaliação              |
| --------------------------------------------------------------------------- | ---------------------- |
| allmusic                                                                    | [ 1 ]                  |
| Esta tabela precisa de ser acompanhada por texto em prosa. Consulte o guia. |                        |

## Faixas
1. "S-E-X-X-Y" (Radio Mix) - 3:20
2. "Sensurround" - 3:02
3. "Unforgotten" - 3:09
4. "We've Got a World That Swings" - 2:05
5. "S-E-X-X-Y" (The Warren Rigg Microwave Mix) - 7:52